# Codename: Kids Next Door – Operation: V.I.D.E.O.G.A.M.E.
A Codename: Kids Next Door  Operation: V.I.D.E.O.G.A.M.E. (Villains In Detention Escape Outpost Growing Amalgamation Mega Enormously) 2005-ben Nintendo GameCube, Xbox és PlayStation 2 konzolokra megjelent, a Jelszó: Kölök nem dedós animációs televíziós sorozaton alapuló platformer videójáték.

## Fogadtatás
| Összegzőoldal | Értékelés                               |
| ------------- | --------------------------------------- |
| GameRankings  | 68% (NGC) 53% (PS2) 66% (Xbox)          |
| Metacritic    | 58/100 (NGC) 49/100 (PS2) 57/100 (Xbox) |

| Szerző | Értékelés |
| ------ | --------- |
| IGN    | 4,0/10    |

A játék általánosságban közepestől negatív fogadtatásban részesült, a GameRankings gyűjtőoldalon a GameCube-változat 6 teszt alapján 67,50%-on, a PlayStation 2-verzió 13 teszt alapján 54,08%-on, illetve az Xbox-verzió 7 teszt alapján 66,14%-on áll, míg a Metacriticen a GameCube-változat 6 teszt alapján 58/100-as, a PlayStation 2-verzió 9 teszt alapján 49/100-as, valamint az Xbox-változat 6 teszt alapján 57/100-as átlagpontszámon áll. Az IGN szaklap 4.0/10-es pontszámmal értékelte a játékot, elsősorban a rossz kameraállásait és megbízhatatlan irányítását kritizálva.